# Luksemburg na Mistrzostwach Świata w Lekkoatletyce 2019
Luksemburg na Mistrzostwach Świata w Lekkoatletyce 2019 – reprezentacja Luksemburga podczas mistrzostw świata w Doha liczyła tylko jednego zawodnika, lekkoatletę specjalizującego się w pchnięciu kulą Boba Bertemesa.

## Skład reprezentacji

### Mężczyźni
| Zawodnik     | Konkurencja    | Kwalifikacje | Kwalifikacje | Finał | Finał   |
| Zawodnik     | Konkurencja    | Wynik        | Pozycja      | Wynik | Pozycja |
| ------------ | -------------- | ------------ | ------------ | ----- | ------- |
| Bob Bertemes | pchnięcie kulą | 19,89 m      | 26.          | NQ    | NQ      |